# Buchs SG
| SG ist das Kürzel für den Kanton St. Gallen in der Schweiz. Es wird verwendet, um Verwechslungen mit anderen Einträgen des Namens Buchs zu vermeiden. |

Buchs ist eine Stadt und eine politische Gemeinde im Kanton St. Gallen in der Schweiz. Sie ist Zentrum der Region Werdenberg und gehört zum gleichnamigen Wahlkreis.

## Geographie

### Ortslage

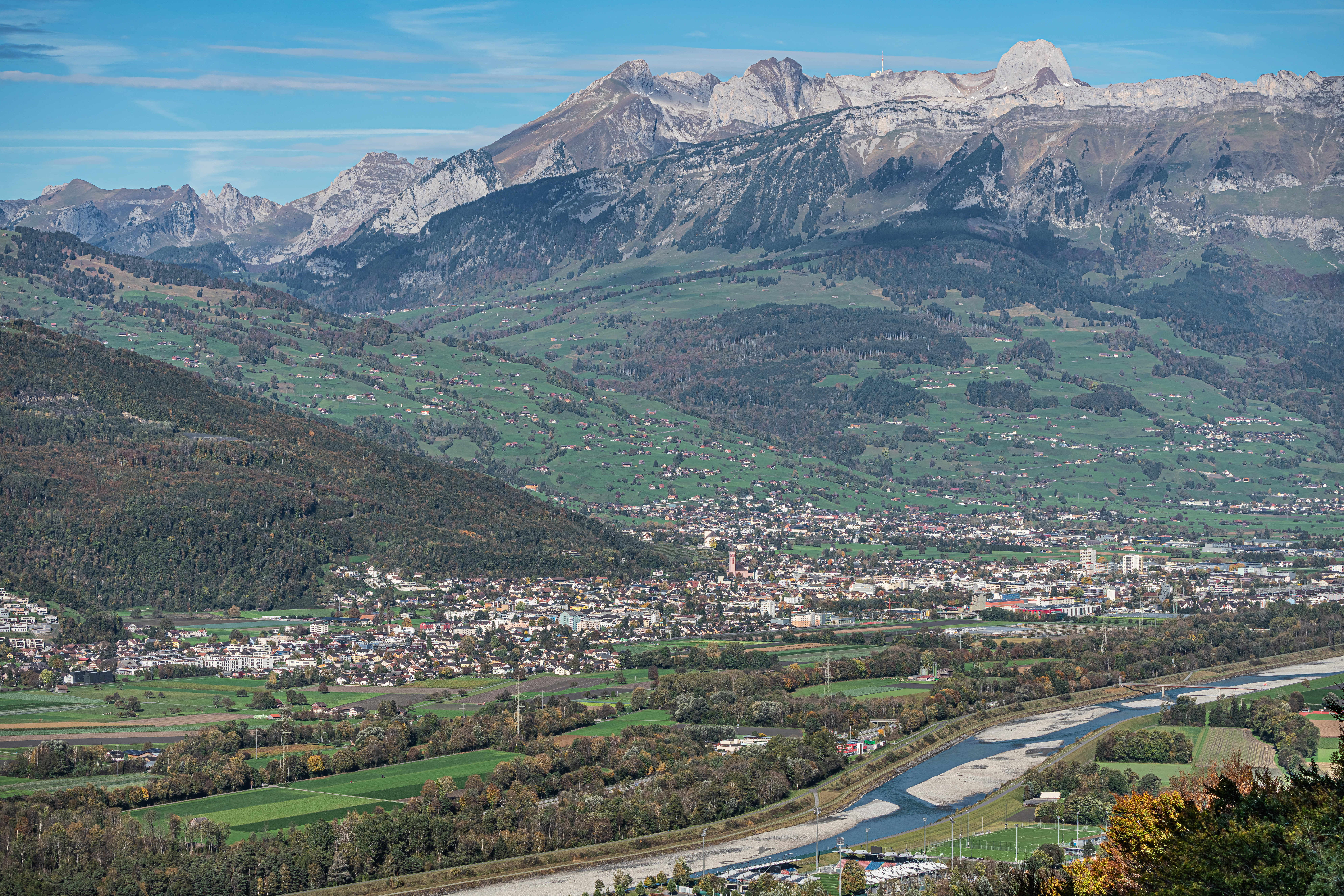
Blick auf Buchs SG

Historisches Luftbild aus 500 m von Walter Mittelholzer von 1919

Im Osten grenzt die Gemeinde an das Fürstentum Liechtenstein, der Rhein ist die Gemeinde- und Staatsgrenze. Durch eine Strassen- und eine Eisenbahnbrücke über den Alpenrhein ist sie mit der liechtensteinischen Gemeinde Schaan verbunden. Ausserdem grenzt Buchs an die Gemeinden Grabs, Gams, Sevelen und Sennwald, im Fürstentum Liechtenstein ausserdem noch an die Gemeinden Eschen und Vaduz. Der tiefste Punkt liegt auf 441 m ü. M. und der höchste Punkt ist auf dem Glannachopf mit 2232 m ü. M.

### Klima
Für die Normalperiode 1991–2020 beträgt die Jahresmitteltemperatur 10,6 °C, wobei im Januar mit 1,4 °C die kältesten und im Juli mit 19,4 °C die wärmsten Monatsmitteltemperaturen gemessen werden. Im Mittel sind hier rund 75 Frosttage und 15 Eistage zu erwarten. Sommertage gibt es im Jahresmittel rund 54, während im Schnitt 10 Hitzetage zu verzeichnen sind. Die Messstation von MeteoSchweiz befindet sich in der Gemeinde Vaduz, auf einer Höhe von 457 m ü. M., knapp 6 km südöstlich des Stadtzentrums (Luftlinie).
|                        | Jan  | Feb  | Mär  | Apr  | Mai  | Jun  | Jul  | Aug  | Sep  | Okt  | Nov | Dez  |   |       |
| Mittl. Temperatur (°C) | 1,4  | 2,7  | 6,8  | 10,7 | 14,7 | 17,9 | 19,4 | 19,1 | 15,0 | 11,1 | 5,7 | 2,2  | ⌀ | 10,6  |
| Mittl. Tagesmax. (°C)  | 5,0  | 6,8  | 11,8 | 16,0 | 20,1 | 23,2 | 24,9 | 24,3 | 20,0 | 15,7 | 9,5 | 5,5  | ⌀ | 15,3  |
| Mittl. Tagesmin. (°C)  | −2,0 | −1,1 | 2,3  | 5,6  | 9,7  | 13,0 | 14,6 | 14,6 | 10,8 | 6,9  | 2,2 | −1,1 | ⌀ | 6,3   |
|                        |      |      |      |      |      |      |      |      |      |      |     |      |   |       |
| Niederschlag (mm)      | 41   | 34   | 54   | 57   | 90   | 116  | 130  | 144  | 96   | 68   | 56  | 54   | Σ | 940   |
|                        |      |      |      |      |      |      |      |      |      |      |     |      |   |       |
| Sonnenstunden (h/d)    | 2,3  | 3,2  | 4,2  | 5,2  | 5,4  | 6,0  | 6,4  | 5,9  | 4,9  | 3,7  | 2,2 | 1,8  | ⌀ | 4,3   |
|                        |      |      |      |      |      |      |      |      |      |      |     |      |   |       |
| Regentage (d)          | 7,4  | 6,6  | 9,0  | 8,9  | 11,8 | 12,9 | 13,2 | 13,3 | 10,1 | 8,7  | 8,7 | 8,7  | Σ | 119,3 |
|                        |      |      |      |      |      |      |      |      |      |      |     |      |   |       |
| Luftfeuchtigkeit (%)   | 75   | 69   | 66   | 63   | 67   | 70   | 71   | 74   | 76   | 76   | 77  | 77   | ⌀ | 71,8  |

| −2,0 |

| −1,1 |

| 2,3 |

| 5,6 |

| 9,7 |

| 13,0 |

| 14,6 |

| 14,6 |

| 10,8 |

| 6,9 |

| 2,2 |

| −1,1 |

| −2,0 |

| −1,1 |

| 2,3 |

| 5,6 |

| 9,7 |

| 13,0 |

| 14,6 |

| 14,6 |

| 10,8 |

| 6,9 |

| 2,2 |

| −1,1 |

## Bevölkerung
| Jahr      | 1831  | 1850  | 1900  | 1950  | 2000   | 2010   | 2020   |
| Einwohner | 1'781 | 2'015 | 3'851 | 5'204 | 10'399 | 11'242 | 13'053 |

## Geschichte
Das erste Mal wurde Buchs erwähnt als Pogio im Testament des Churer Bischofs Tello aus dem Jahr 765. Später heisst der Ort Bucas, Bugu, Bougu, Puges und 1484 schliesslich Bux. Im 9. Jahrhundert findet man eine Kirche St. Jörgen urkundlich erwähnt. Buchs gehörte ursprünglich zum alträtoromanischen Sprachgebiet Unterrätiens. Das Alemannische verdrängte jedoch die rätoromanische Sprache zwischen dem 8. und 12. Jahrhundert.
Im Mittelalter gehörte der Ort zur Grafschaft Werdenberg. Von 1404 bis 1483 war die Landschaft Werdenberg dann bei den Grafen von Montfort-Tettnang. 1517 kaufte Glarus das Gebiet. 1526 wurde vom Glarner Landvogt Jost Tschudi auch in Buchs die Reformation eingeführt. 1798 kam die Gemeinde innerhalb der Helvetischen Republik zum Kanton Linth und 1803 schliesslich zum Kanton St. Gallen.
In der Nacht vom 12. auf den 13. Oktober 1839 wütete ein Feuer im Dorfkern von Buchs. Infolge eines Föhnsturms breiteten sich die Flammen rasch aus. 36 Wohnhäuser und 30 Ställe verbrannten, und 40 Familien wurden obdachlos.
Durch den Bau der Eisenbahnbrücke über den Rhein und der Eröffnung der Zugverbindung nach Feldkirch im Vorarlberg wurde Buchs im Jahr 1872 zum Grenzbahnhof. Dank des einige Jahre später erfolgten Anschlusses an die Arlbergbahn lag Buchs fortan an der internationalen Bahnverbindung von Wien nach Paris und wurde zum internationalen Lager- und Umschlagplatz.
Seit 2015 nennt sich die politische Gemeinde Buchs «Stadt Buchs». Die Anpassung der Gemeindeordnung wurde anlässlich einer Bürgerversammlung einstimmig beschlossen.

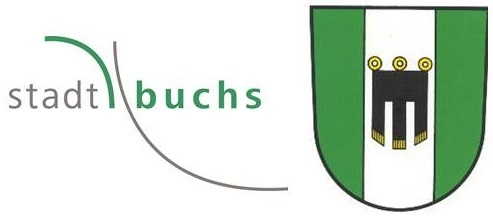
Das Logo der Stadt Buchs SG seit Anfang 2015.

## Wappen
Wappenbeschreibung: Das Buchser Wappen zeigt in Grün einen silbernen Pfahl, belegt mit dreilappiger schwarzer Kirchenfahne mit goldenen Ringen und Fransen.

## Politik
Die Stadt Buchs hat einen Stadtrat (Exekutive), der aus 7 Mitgliedern besteht. Die aktuelle Zusammensetzung ist wie folgt: Stadtpräsident Rolf Pfeiffer (parteilos), die Vize-Stadtpräsidentin Gaby Knecht (parteilos), die Stadträtin Alexandra Giobbi (parteilos), die Stadträte Marco Hobi (SVP), Fred Rohrer (parteilos), Andreas Schwarz (FDP) und Nicolas Wenger (FDP).
Die Bürgerversammlung entscheidet jeweils im Mai über die Jahresrechnung und im November über das Budget.
Bei den Schweizer Parlamentswahlen 2019 betrugen die Wähleranteile in Buchs: SVP 29,3 %, FDP 19,5 %, SP 17,0 %, CVP 11,0 %, Grüne 9,1 %, glp 6,3 %, EVP 4,0 %, EDU 1,7 %, parteifrei SG 1,1 %.

## Wirtschaft und Infrastruktur
Als eines der grössten städtischen Zentren zwischen Chur und dem Bodensee ist Buchs beliebter Einkaufsort.
Buchs ist ein regionales Bildungszentrum mit dem Campus Buchs der OST – Ostschweizer Fachhochschule (früher Interstaatliche Hochschule für Technik NTB Buchs), dem Berufs- und Weiterbildungszentrum Buchs Sargans BZBS, der International School Rheintal (ISR) und weiteren Schulen.
Der Bahnhof Buchs ist als Grenzbahnhof für den internationalen Personen- und Güterverkehr mit Rangierbahnhof überregional bekannt. Buchs liegt an den Hauptstrassen 13 und 16 und hat einen Autobahnzubringer an der A13.

## Kultur
In Buchs gibt es eine Bibliothek und eine Ludothek. Das Werdenberger Kleintheater „Fabriggli“ bietet Produktionen in Wort und Konzerte. Konzerte gibt es auch im „Krempel“. Am Werdenbergersee führen die Schlossfestspiele alle zwei Jahre jeweils im Sommer eine Oper auf. Die Lokremise wird vor allem für Musicals genutzt. Museen sind im benachbarten Städtchen Werdenberg im „Schlangenhaus“ und im Schloss Werdenberg. Im Schloss findet jeweils im Mai die „Schlossmediale“ mit Musik und audiovisueller Kunst statt.

## Sehenswürdigkeiten
Das ehemalige Rats- und Gerichtshaus an der St. Gallerstrasse, ein vornehmer, neubarocker Bau, beeindruckt nicht nur durch sein Äusseres, auch das Innere trägt noch immer die Zeichen der damaligen Epoche. Direkt dahinter steht ein kleineres Gebäude gleichen Stils, einst Polizeiwohnung und Gefängnis.
Die Reformierte Kirche wurde in den Jahren 1931/32 erbaut. Die Katholische Kirche Herz Jesu ist ein in den Jahren 1964 bis 1965 erstellter Bau des Architekten Justus Dahinden.
Das Schloss mit dem Städtchen Werdenberg auf Grabser Gemeindegebiet ist ein besonderer Anziehungspunkt für Buchs. Bei der Gründung des Kantons St. Gallen wurde durch Schiedsspruch der Gemeinde Grabs das Schloss mit Städtchen Werdenberg und der Gemeinde Buchs der Werdenbergersee zugeteilt.
Eine weitere Sehenswürdigkeit ist der Greifvogelpark am südlichen Stadtrand, in dem über 60 Vogelarten aus aller Welt zu sehen sind; am Wochenende gibt es dort «Flugshows» mit den Greifvögeln.

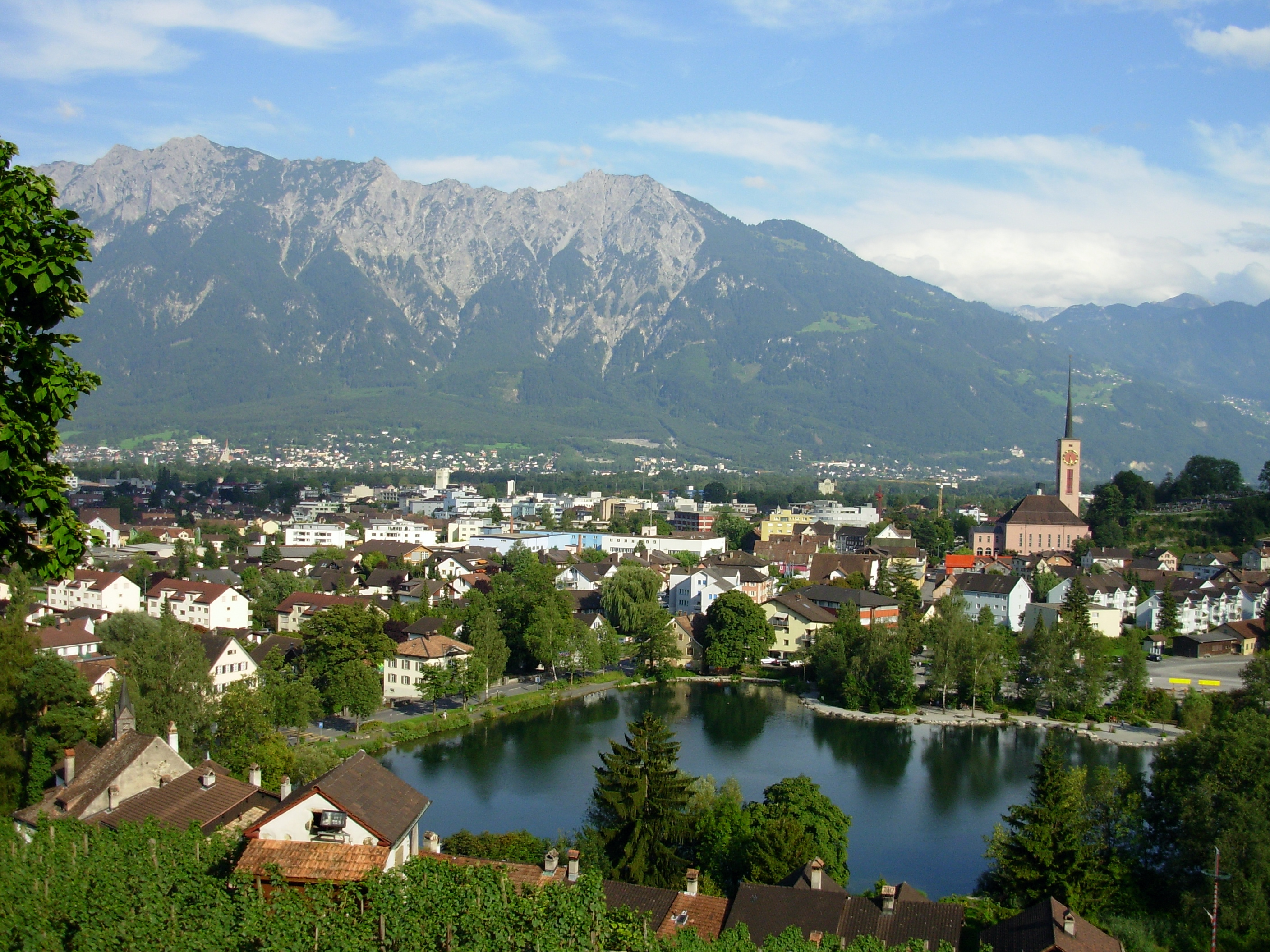
Buchs von Schloss Werdenberg aus gesehen
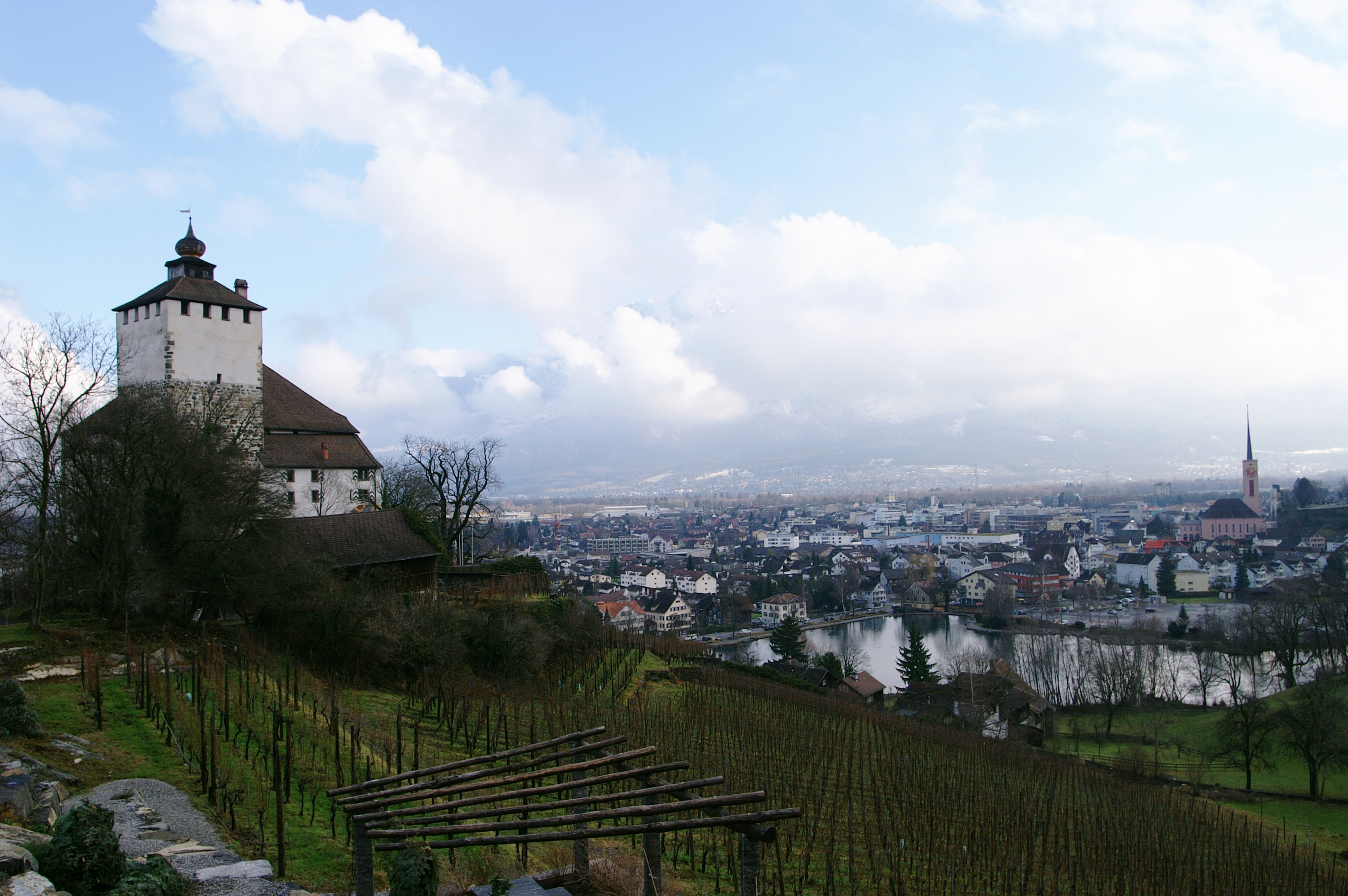
Buchs von Egerta aus gesehen
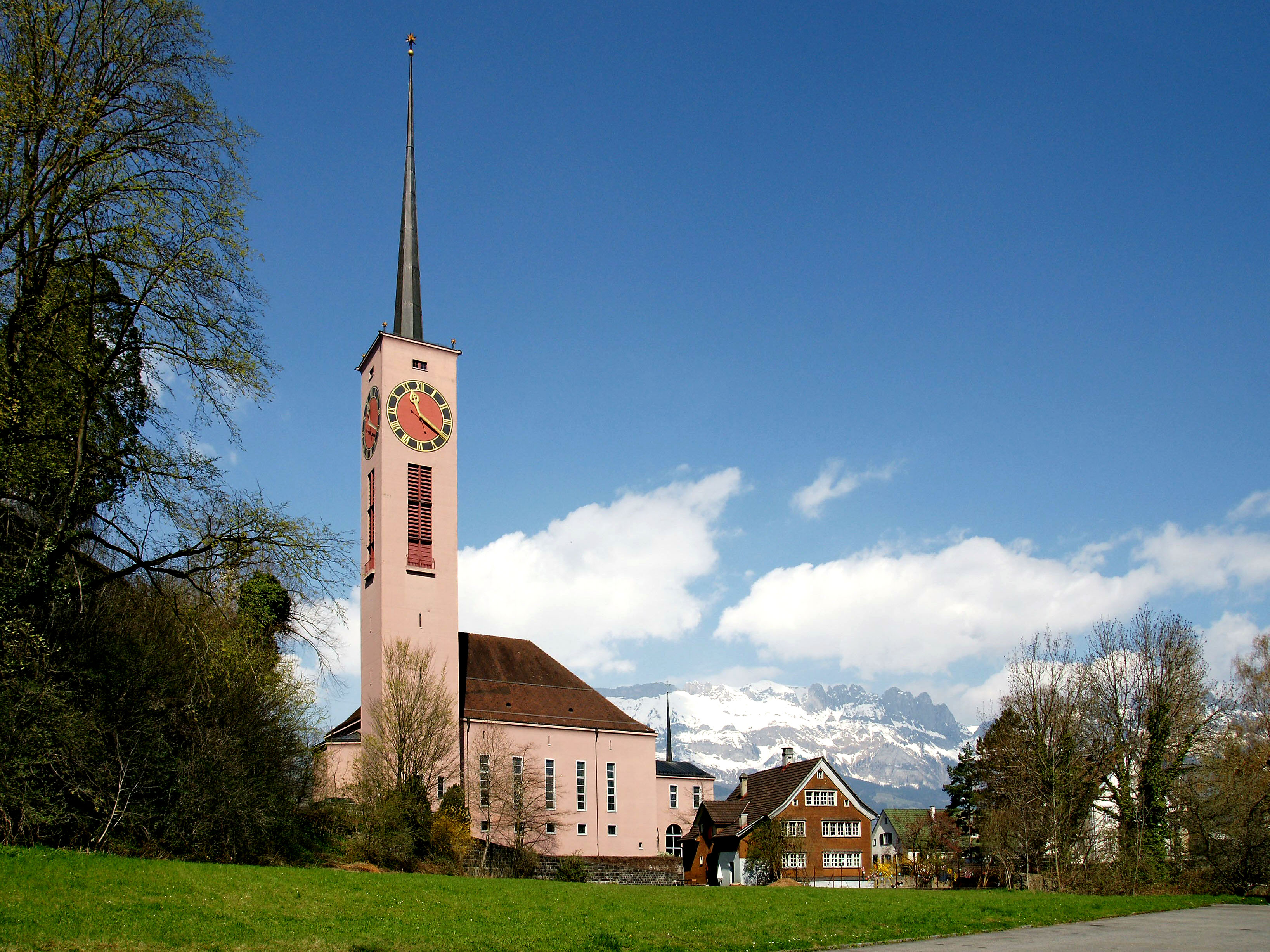
Ref. Pfarrkirche
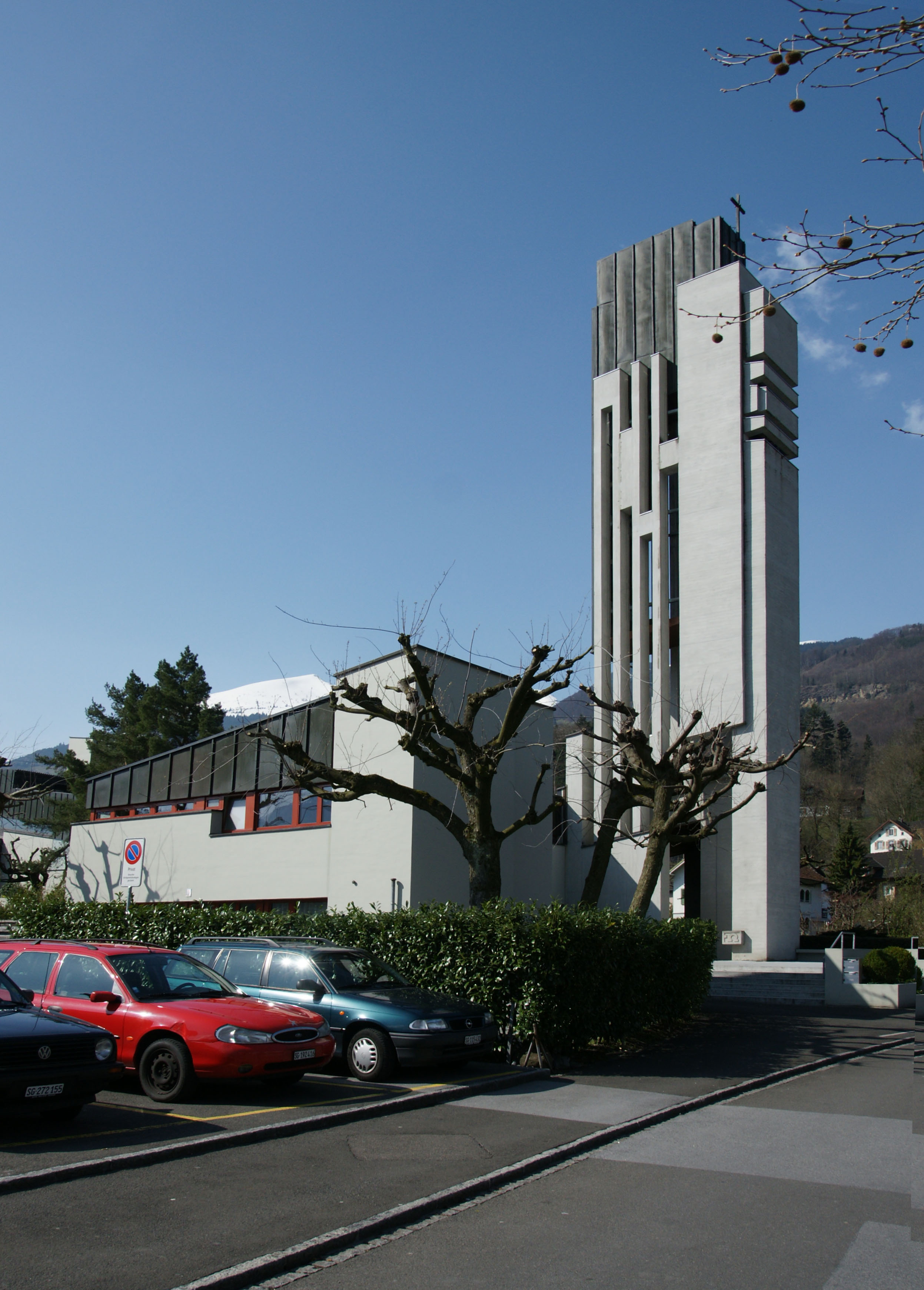
Kath. Kirche
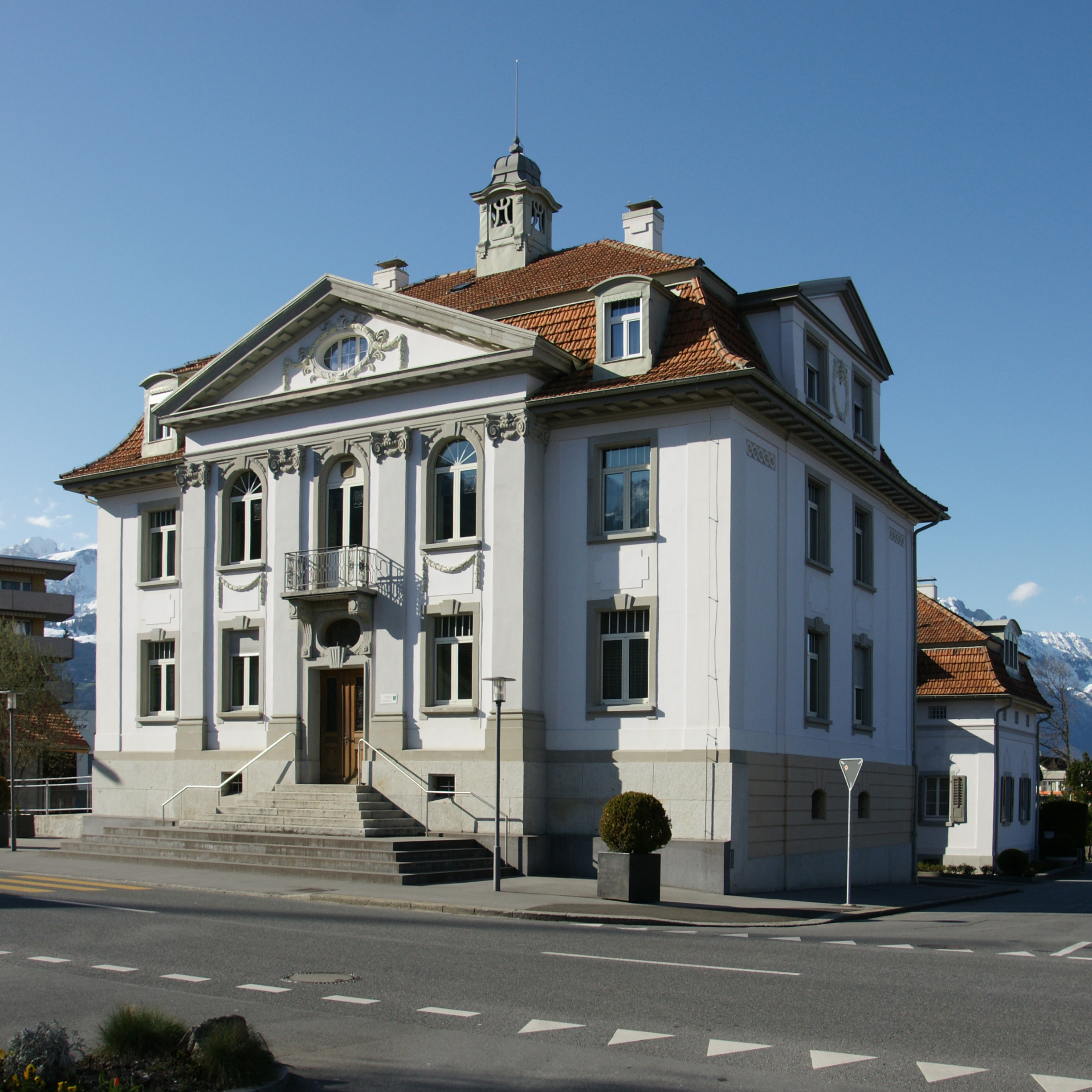
Amtsnotariat und Kreisgericht Werdenberg
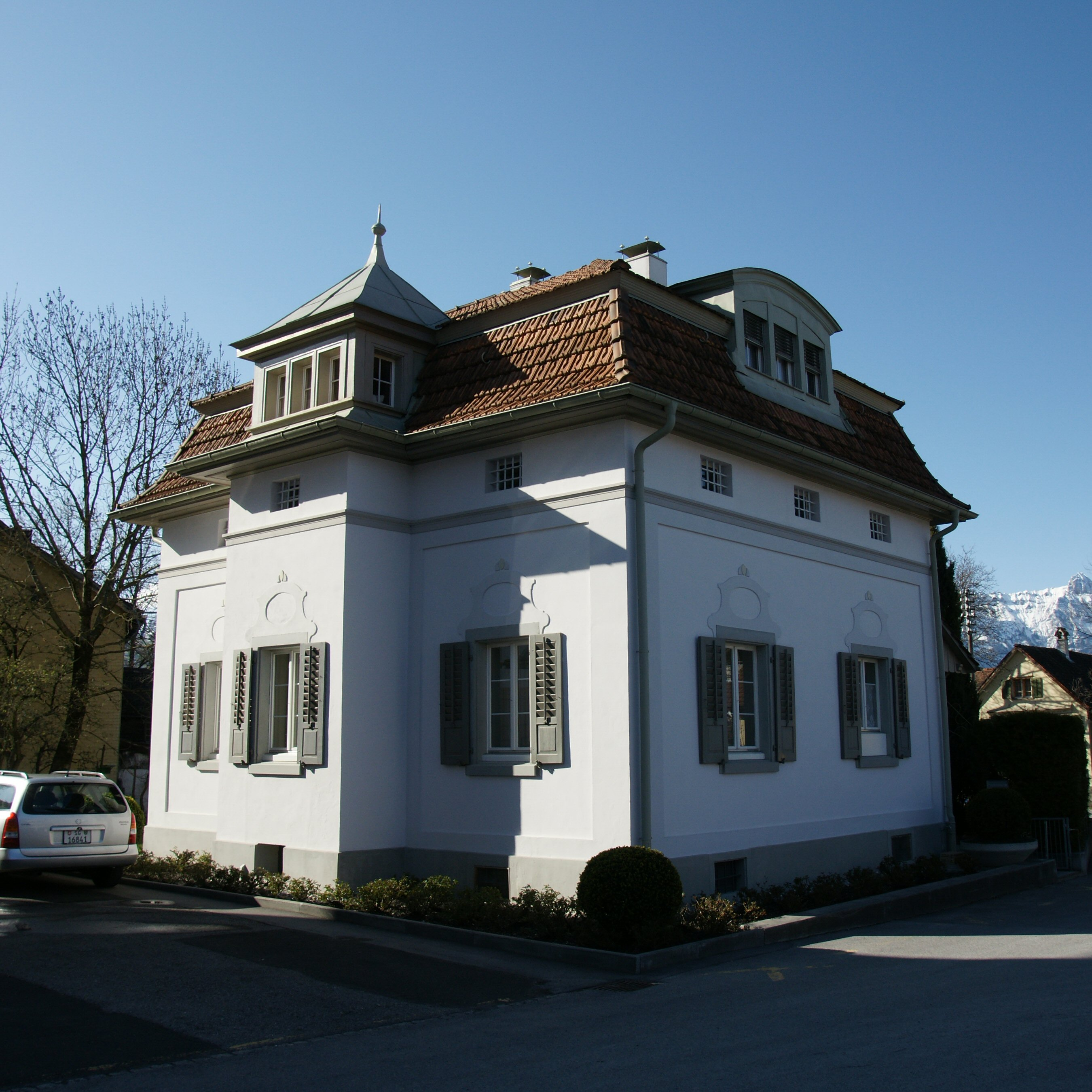
Bezirksgebäude – Einst Polizeiwohnung und Gefängnis
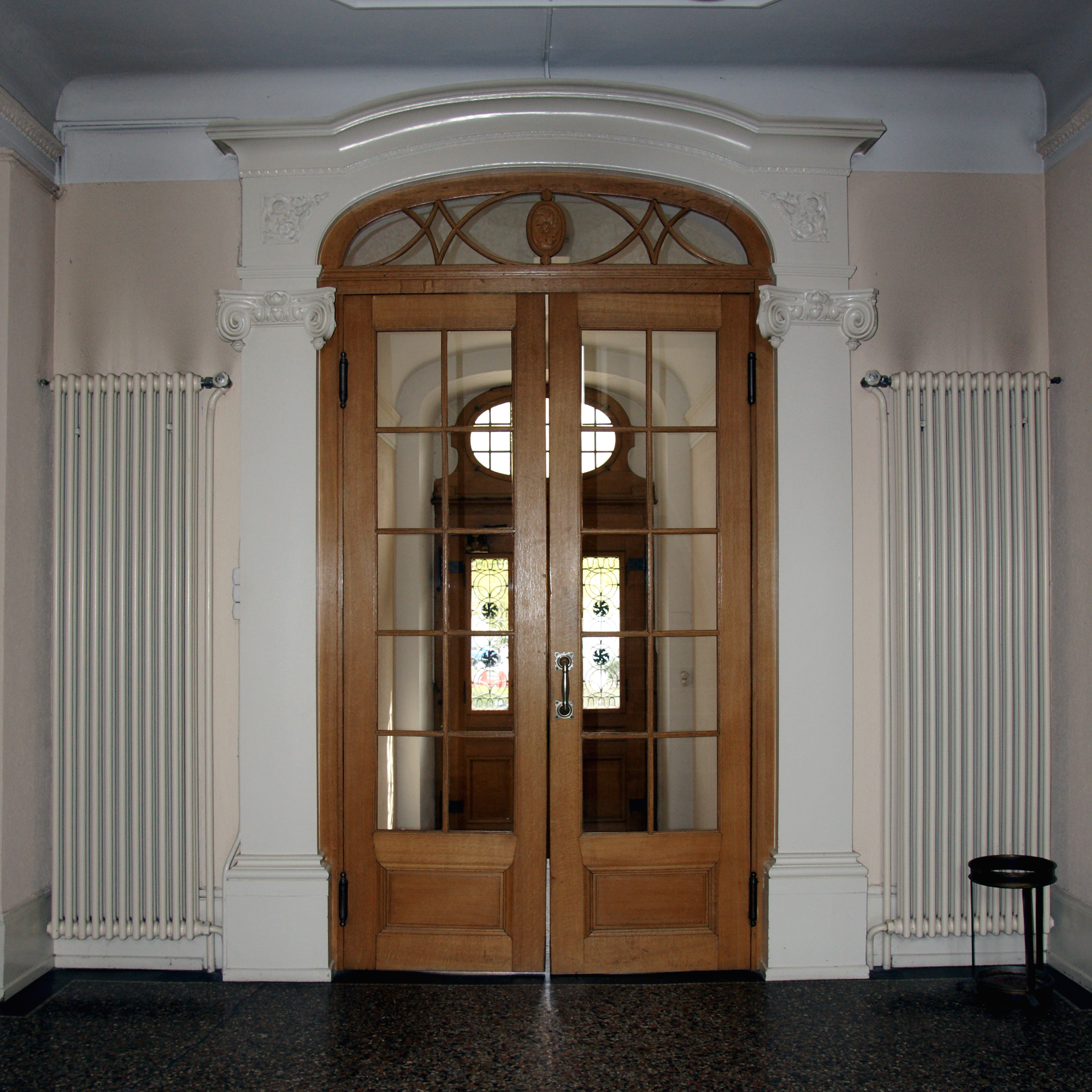
Buchs – Bezirksgebäude – das Innere
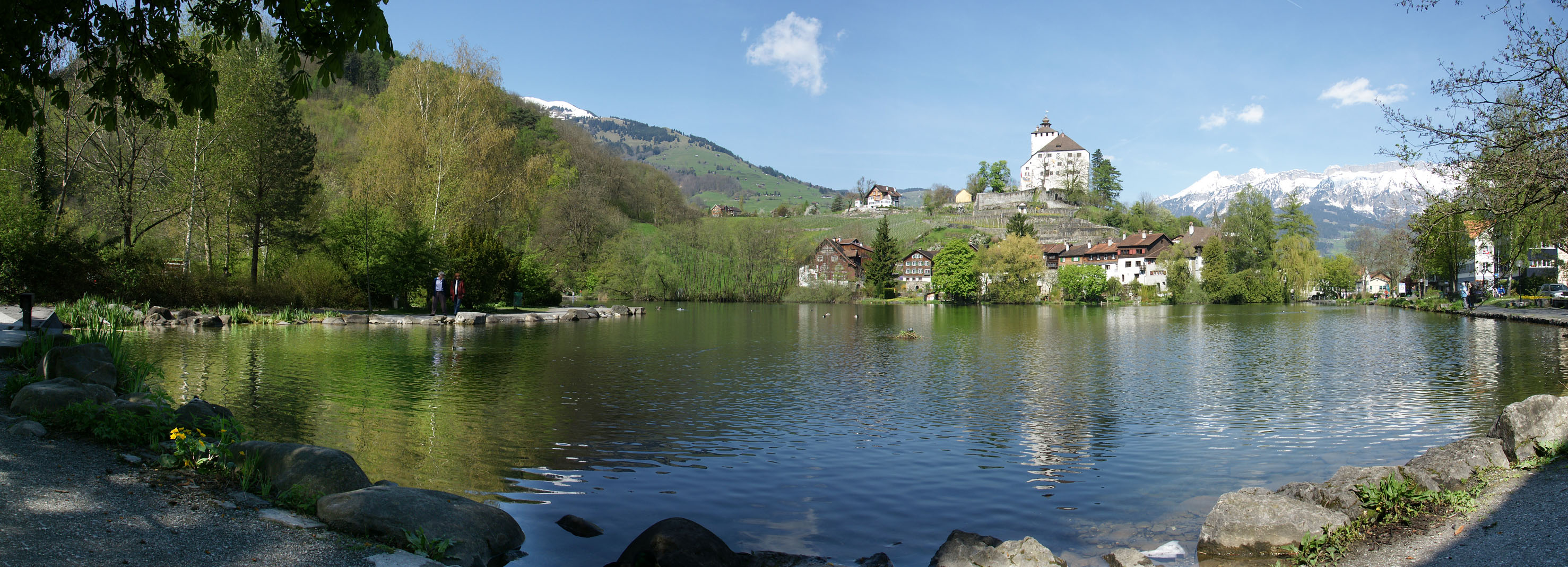
Der Blick zum Schloss und Städtli Werdenberg

## Persönlichkeiten
- Paravizin Hilty (1806–1866), Kaufmann und Politiker
- Rudolf Hilty (1815–1905), Unternehmer und Politiker
- Simon Schwendener (1829–1919), Botaniker und Universitätsprofessor
- Christian Rothenberger (1868–1938), Lehrer, Richter und Politiker
- Jakob Vetsch (1886–1944), Werdenberger Bezirksammann
- Gallus Berger (1903–1982), sozialdemokratischer Nationalrat und Gewerkschafter
- Walter R. Kramer (1914–1995), US-amerikanischer Badmintonspieler
- Heinrich Rohrer (1933–2013), Physiker und Nobelpreisträger
- Otmar Bucher (* 1935), Grafiker und Gestalter
- Margrit Wick-Werder (* 1945), Historikerin und Museologin
- Hansruedi Müller (* 1947), Hochschullehrer für Tourismus und Sportfunktionär
- Florian Vetsch (* 1960), Autor, Übersetzer und Herausgeber
- Tim Staubli (* 2000), Fussballspieler